# 癌症資源中心
癌症資源中心由財團法人癌症希望基金會與國民健康局（今國民健康署）於2008年共同推動，藉由政府、醫院和社區資源的整合，協助癌友及其家屬面對診斷、治療和追蹤時所遇到的障礙，降低生活衝擊。

## 歷史
- 2008年7月，國民健康局委託癌症希望協會（今癌症希望基金會），於台灣6家醫院推動「癌症資源單一窗口服務試辦計畫」。
- 2011年，擴大補助醫院設立癌症資源單一窗口服務，提供一站式服務。
- 2014年，癌症資源單一窗口正式改名為「癌症資源中心」。

## 外部連結
- 台灣癌症資源網 （页面存档备份，存于）